# João Lopes Machado
João Lopes Machado (Areia, Paraíba, 1 de janeiro de 1861 — 31 de outubro de 1939) foi um médico e político brasileiro. Foi presidente do estado da Paraíba, de 28 de outubro de 1908 a 22 de outubro de 1912.

## Biografia
Nasceu em Areia, Paraíba, filho de pai homônimo e de Avelina Amália da Fonseca Machado (nascida Fonseca Milanez). Sua família era de tradição liberal e participaram da Revolução Praieira, anos antes de seu nascimento. Era sobrinho de Maximiano Lopes Machado, pelo lado paterno, e neta de Abdon Milanez, por parte de mãe. Já na República Velha, seu irmão Álvaro Lopes Machado foi presidente da Paraíba por duas vezes, intercalando com dois mandatos como senador, tornando-se a figura política mais eminente do estado, o qual dominou até sua morte abrupta, em 1912.
Formado médico pela Faculdade de Medicina do Rio de Janeiro, em 1888, ingressou na política como sucessor do então presidente do estado, o padre Valfredo Leal, em 1908. Na ocasião, o senador João Coelho Gonçalves Lisboa esperava ser escolhido como candidato a suceder ao sacerdote, mas Leal lançou o nome de João, pois era grande parceiro de Álvaro Machado. Lisboa, por sua vez, rompeu com Leal, retirou sua candidatura e lançou a do deputado Apolônio Zenaides. Graças ao apoio do irmão influente, todavia, João venceu as eleições e governou o estado até 1912, sucedendo-lhe João Pereira de Castro Pinto. Durante seu governo, ocorreu a instalação do serviço de água e de iluminação elétrica na capital paraibana.
Findo seu mandato como presidente estadual, João ainda tentou concorrer a uma vaga no Senado Federal. Seu grupo político, no entanto, perdeu força com a morte de Álvaro Machado, em janeiro de 1912. Uma nova oligarquia agora se formava em torno de Epitácio Pessoa, herdeiro político de Venâncio Neiva, oligarca rival de Álvaro, cujo candidato ao senado, Pedro da Cunha Pedrosa, saiu vitorioso. Com o fim de sua carreira política, assumiu o cargo de inspetor de saúde do porto do Rio de Janeiro.
João foi casado com Maria Isabel Figueira Machado (fal. em 13 de dezembro de 1915), filha de Domingos de Andrade Figueira e de Teodora Marcondes da Silva Reis.